# El Gurugú (Badajoz)

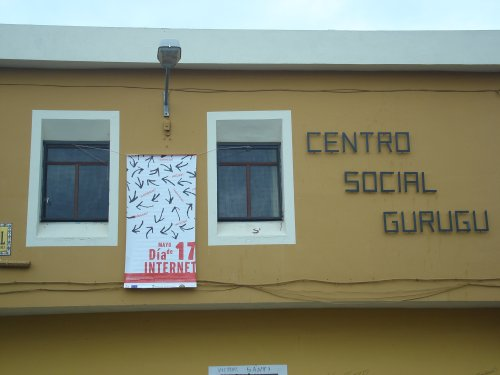
Centro Social de El Gurugú.

El Gurugú es un barrio de la ciudad de Badajoz situado en la margen derecha del río Guadiana, en la zona norte de Badajoz, próximo a la estación de ferrocarril. También es conocido como Nuestra Señora de la Asunción, por la parroquia que en los años 50 se construyó en él. Actualmente incluye también las urbanizaciones de Los Colorines, La Luneta, El Grupo Sepes, Marchivirito y la Plaza Nicolás Díaz Pérez.

## Ubicación y medio físico
Está situado al noreste de la ciudad, a unos 2 km del centro. Se encuentra encajado entre los cerros de San Cristóbal y de Orinaza. La topografía es muy irregular, con un suelo de roca caliza. Pertenece al radio suburbial que rodea la capital, que se denomina "La Corona de Espinas". En sus inicios el barrio llegaba hasta el límite con la frontera portuguesa hacia el noroeste, mientras que por el margen derecho colindaba con los terrenos del Plan Badajoz, aunque hoy en día han surgido otros barrios en esas zonas. También se encuentra en las inmediaciones el Polígono Industrial El Nevero.
El Gurugú está rodeado por los barrios de El Progreso-Campomayor, La Luneta, La U.V.A. (también conocido como Santa Engracia o Las Ochocientas Viviendas) y  San Fernando-Santa Isabel. Los tres primeros son muy similares a El Gurugú. San Fernando-Santa Isabel está separado de los anteriores por las vías del tren y por el polígono industrial El Nevero.
Las dos principales calles son: Nuestra Señora de la Asunción (en la que está la iglesia del mismo nombre) y El Gurugú (que cuenta con una mezquita). Son calles muy largas (llegan al kilómetro de longitud) que y se unen en la parte más alejada del barrio, de forma tan curiosa que en la acera derecha aparece la placa del nombre de la calle como Nuestra Señora de la Asunción y en la acera izquierda aparece con el nombre de Gurugú. Están formadas principalmente por casas bajas. Otras calles importantes son San Marcial, donde se encuentra el Centro Social, Viriato (con un centro de mayores), Zapata, Melilla, Obando (con su travesía), Camino de Santa Engracia, Juan Vázquez Morcillo y el Callejón de El Gurugú. Por la calle El Gurugú pasa la Cañada Real de Sancha Brava, lo cual obligó a respetar la anchura de 90 varas castellanas (75,22 metros).

## Historia

### Desde los inicios hasta la guerra (Origen del nombre de El Gurugú)

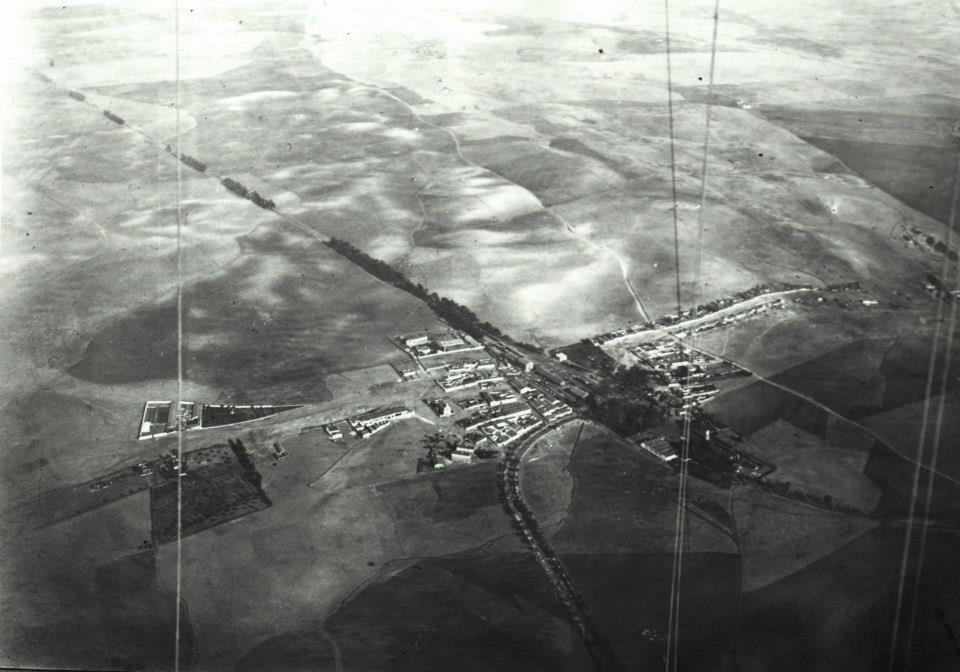
En esta imagen se puede ver como la futura avenida Carolina Coronado (Badajoz) es solo un camino que traza una curva para llegar a la estación de ferrocarril. La cañada real de Sancha Brava llega desde la izquierda pasando por el edificio del Seminario con un recinto triangular y en la derecha se convierte en la calle Gurugú con pocas casa aún. El camino que sube por la derecha cortando la cañada es la actual avenida Padre Tacoronte. A su izquierda se puede ver el incipiente barrio de El Progreso, entre dicha avenida y la estación.

El padre Fermín Álvarez tuvo la oportunidad de hablar con Bárbara Rolín, una de las primeras personas que llegó al barrio (ya muy anciana en la época en que habló con él). Su padre explotaba las cercanas canteras de cal. Según ella, entre 1900 y 1910 empieza a llegar gente y a instalarse en chabolas de tabla junto a la Cañada Real de Sancha Brava. El celador de cañada no permitía construir en material estable, pero la gente empieza a desobedecerle y a construir sus casas. Las casas son derribadas y vueltas a construir una y otra vez. La lucha dura años, construyéndose de noche las casas que serán derribadas de día. Por esa misma época en África estaban teniendo lugar numerosas escaramuzas bélicas en el monte Gurugú, de las que se hablaba mucho en toda España. Entonces el celador de cañada pronunció la frase que daría nombre al barrio: «Esto es peor que El Gurugú».
Poco después, el general Macón da permiso para que los que vivan en la cañada construyan casa estables. Muchos se dedicarán a construir una casa, venderla y ocupar otro cuadro. La construcción es anárquica hasta 1925 con muchas ventas y reventas de terrenos y casas. A partir de entonces empieza una fuerte inmigración y el barrio crece mucho, de forma más ordenada. El primer nombre oficial del barrio es: Francisco Ferrer Guardia. Los vecinos se dedican principalmente a trabajos agrícolas, a trabajar en la cantera o al contrabando de tabaco y café. Durante la República se cambia el nombre del barrio de Francisco Ferrer a Gurugú.

### Guerra, postguerra y franquismo
Durante la guerra y la postguerra el barrio prospera mucho. El contrabando se convierte en la principal fuente de ingresos. La precaria situación económica y la cercanía del principal centro distribuidor de café de toda la península: Campomayor, convirtió la profesión de contrabandista en el principal sustento del barrio. El producto estrella era el café aunque también se traficaba con el tabaco, lana, gallinas, huevos, tripas para matanzas y hasta aspirinas. El café era de tres o cuatro clases siendo el de mezcla molido, el más barato; se conocían bastantes marcas de café el Camello, el Barco, el Cazador, el Cubano todo en grano; aunque los que más se vendían era el Camello y el Barco y los que más dinero dejaban pues si se compraba a diez duros se vendía a veinte. Un gran número de vecinos participaban directa o indirectamente en el negocio. Era una ocupación muy dura y peligrosa que llevó a la muerte a más de uno a manos de la Guardia Civil o los  Guardiñas, como Ángel Rodríguez Algaba, un chico de solo 17 años.
Quizá el más famoso contrabandista fue Ramón Chaparro Navarro que se dedicó durante 50 años al contrabando de café. Empezó de niño siendo un mochilero más de una de las cuadrillas y acabó siendo el patrón de dos cuadrillas de entre veinte y treinta hombres cada una. Ramón poseía un colmado del que se abastecía gran parte del barrio que por aquellos días se asentaba en las cercanías de inmensos campos poblados de ramas, canteras y cerros, terreno idóneo para agazaparse y correr en desbandada hasta que el peligro pasase. Cuando venían mal dadas, su mujer, Antonia Herrera Castaño, más de una vez dio fiado para que en casa del infortunado que había perdido la carga pudiesen comer.
También se aprovechaba que el tren cruzaba la calle Gurugú llegando a la estación lo que le obligaba a disminuir mucho la velocidad, para lanzar los sacos con el contrabando. Un discreto grupo de hombres esperaban disimuladamente apostados en las cercanías de las vías, con la rapidez que da la experiencia lanzaban sin demora las sacas que eran rápidamente recogidas por varios empleados. Segundos después el tren retomaba velocidad hasta la siguiente parada donde discretamente diseminados en los apeaderos otros hombres esperaban para recoger la furtiva mercancía y comenzar su distribución para llevarla a todos los rincones. A finales del franquismo el barrio sufre una fuerte emigración, pero también recibe a muchos vecinos nuevos procedentes de los pueblos cercanos.

### Actualidad

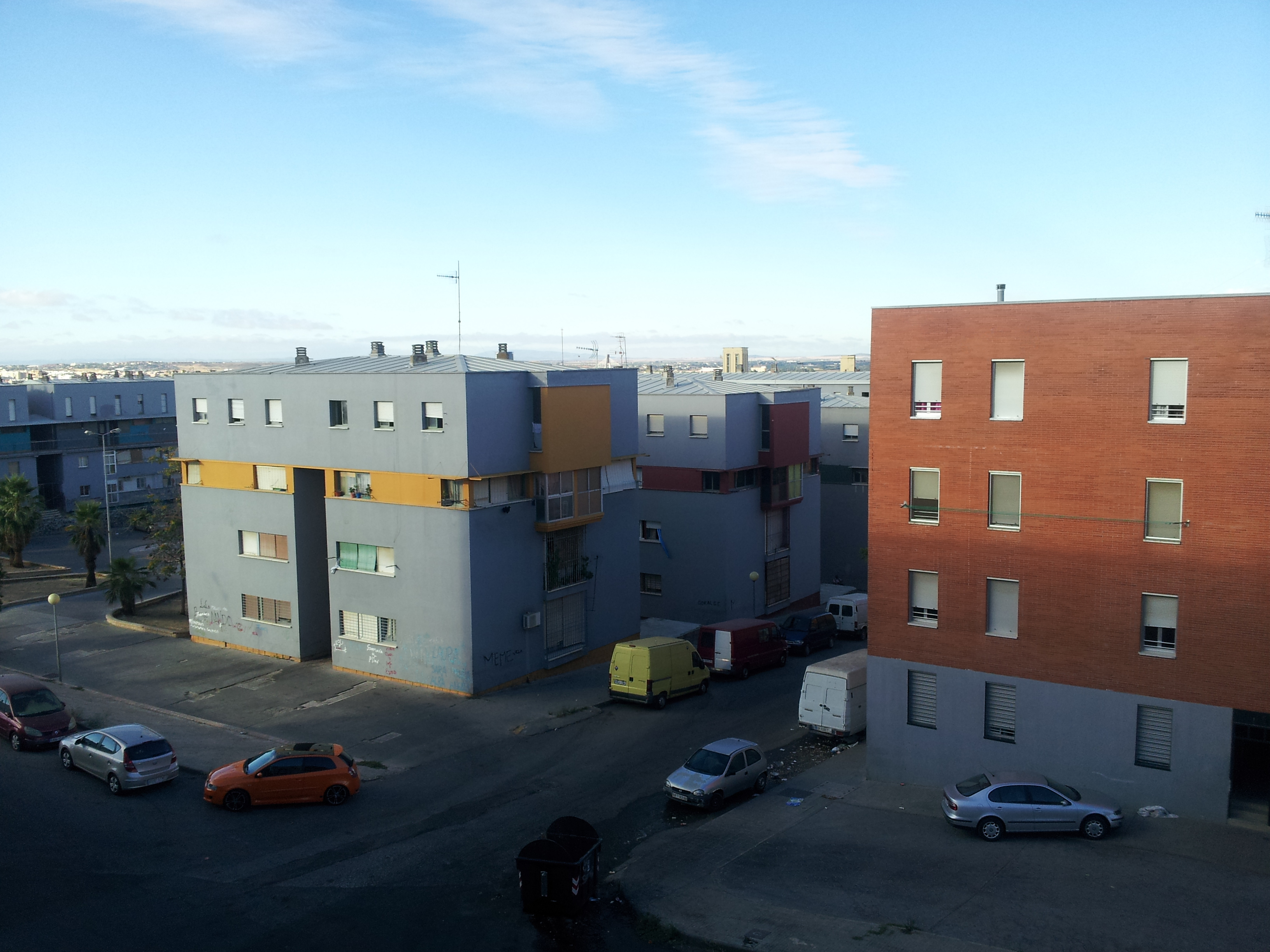
Barriada de Los Colorines

Con la llegada de la democracia la situación económica del barrio mejoró mucho, aunque algunos de los descendientes de antiguos contrabandistas, que llevaban "el negocio en la sangre" dieron el paso hacia el tráfico de drogas. En cualquier caso en la zona siguen existiendo muchas familias en situación precaria, por lo que es punto de mira de varias asociaciones que tratan de desarrollar proyectos de mejora, como el Proyecto Barrios (que incluye a Colorines y Suerte de Saavedra), el Proceso Comunitario de la Margen Derecha del Guadiana o el Plan de Alfabetización Tecnológica y Software Libre de Extremadura, que desarrollan programas y actividades encaminadas a la mejora de la formación, la salud y la convivencia, a la inserción laboral y a la ayuda económica de los vecinos.
En la actualidad han surgido nuevas urbanizaciones de bloques de pisos y unifamiliares. Todas las calles están ya asfaltadas y disponen de alumbrado eléctrico, alcantarillado, recogida de basuras, etc. Aunque queda mucho por hacer en algunos aspectos como seguridad, escolarización y empleo.

## Lugares destacables
- Colegios

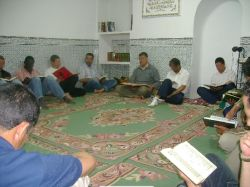
Mezquita de Badajoz.

  - Centro de Educación Infantil "La Luneta".
  - Centro de Educación Infantil "Las Acacias".
  - Centro de Educación Infantil "Nuestra Señora de Botoa".
  - Colegio Público "Santa Engracia".

- Templos
  - Iglesia de Nuestra Señora de La Asunción.
  - Mezquita de Badajoz. 
  - Iglesia Evangélica Filadelfia de Los Colorines.

- Comercios
  - Centro Comercial Rolín.

- Centro social que incluye:
  - Sede de la Asociación de Vecinos de El Gurugú.
  - Espacio para el Empleo-Nuevo Centro del Conocimiento de El Gurugú. 
  - Sede del Centro de Promoción de la Mujer de El Gurugú.
  - Sede la Asociación de Maestros Creativos de Extremadura.

- Parques
  - Parque de La Viña.
  - Parque de La Rana.

## Fiestas y eventos

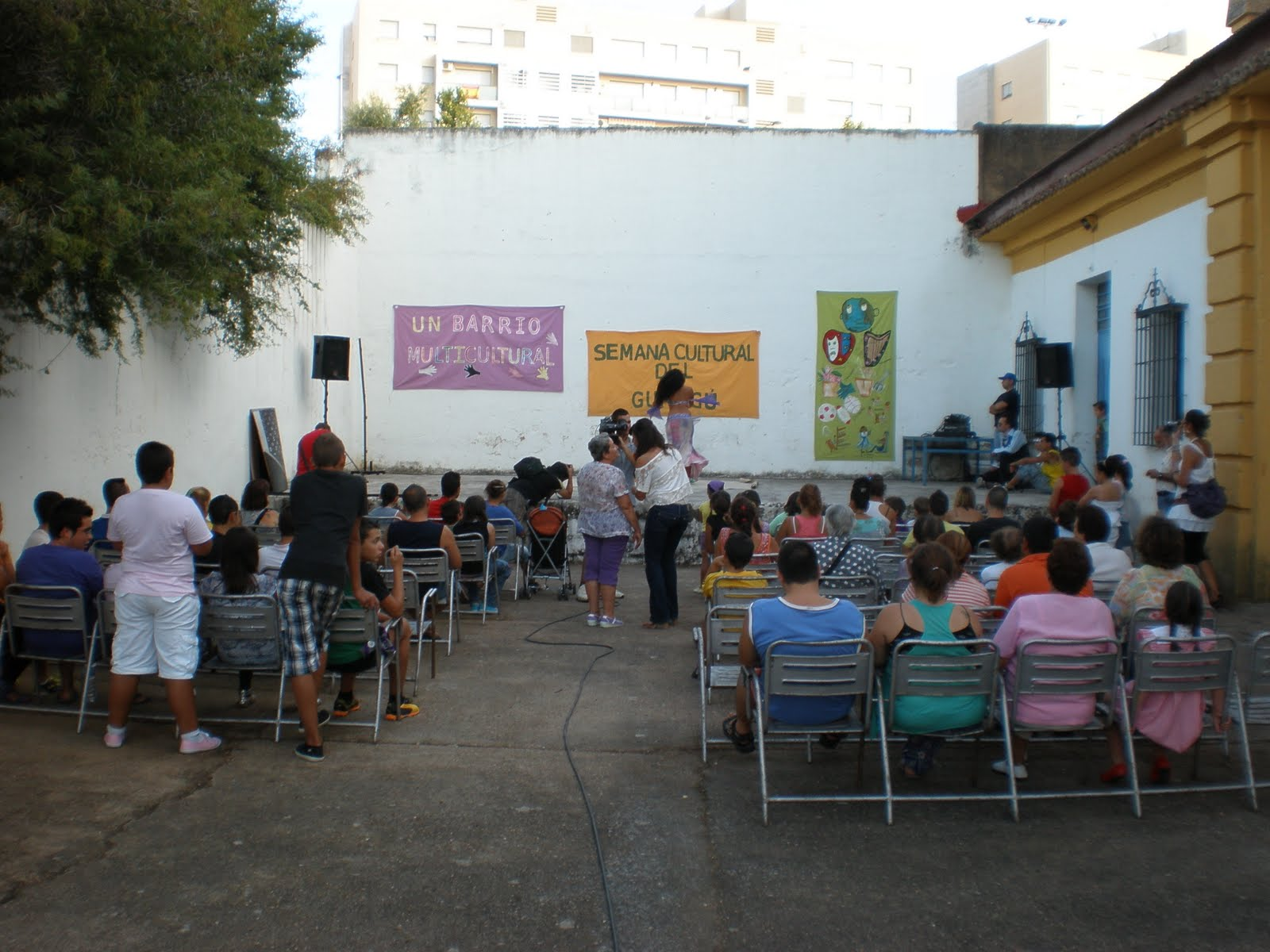
Actuaciones en "El Corralón de la Iglesia" durante la Semana Cultural.

- Semana Intercultural. Septiembre.

Se realizan pasacalles, comidas sociales, eventos deportivos, concursos, etc.
- Belén Viviente. Navidad.

Los vecinos del barrio se disfrazan de los personajes de un belén: pastores, reyes magos, etc. y representan el nacimiento de Jesús.
- Fiesta de las Candelas (rescatadas para la ciudad de Badajoz en El Gurugú).

Se realizan conciertos, desfiles, quema de grandes hogueras, tamborada, degustación de alimentos típicos extremeños, etc.

## Personalidades ilustres
- Nuria Cabanillas (tricampeona del mundo y oro en los Juegos Olímpicos de Atlanta). Aunque nació en Barcelona, se trasladó con sus padres a Badajoz al año y medio de edad.
- Padre Tacoronte (O.M.I.) Nacido en Tenerife, fue fundador del Instituto de Enseñanza Nuestra Señora de Fátima.
- Francisco Olivera Sánchez. Campeón de Europa y del Mundo de Culturismo al Natural.
- Antonio Hormigo (cantaor flamenco).
- Manuel Suárez (Primer Presidente A. Vecinos).

- Datos: Q5822069
- Multimedia: El Gurugú, Badajoz / Q5822069